# Otwarte mistrzostwa Europy par kobiecych w brydżu sportowym
Otwarte Mistrzostwa Europy Par Kobiecych w brydżu sportowym (European Open Bridge Championships - Women Par) - zawody par brydżowych w kategorii kobiet, w których startować mogą zawodniczki ze wszystkich krajów (nie tylko europejskich) bez ograniczenia liczby zawodniczek z jednego kraju.
Otwarte Mistrzostwa Europy Par Kobiecych(OME-PK) obecnie wchodzą w skład  Otwartych mistrzostw Europy.  
Poprzednikiem tych zawodów były Mistrzostwa Europy Par Kobiet (European Women Pairs Championships), których 8 edycji było zorganizowanych w latach 1987..2001.
OME-PK odbywają się w latach nieparzystych. W latach parzystych odbywają się Drużynowe Mistrzostwa Europy.  Zawody zostały wpisane do kalendarza EBL od roku 2003 dzięki staraniom ówczesnego Prezydenta EBL Gianarrigo Rona.

## Formuła zawodów
- W Otwartych Mistrzostwach Europy Par Kobiecych w brydżu sportowym  może wziąć udział dowolna liczba par kobiecych;
- W parze mogą występować zawodniczki z różnych krajów (nie tylko europejskich);
- Nie ma ograniczenia na liczbę zawodniczek z jednego kraju;
- Zwycięzcy zawodów otrzymują złoty medal oraz tytuł Mistrza Europy;
- Para, która zdobyła 2 miejsce otrzymuje srebrny medal;
- Para, która zdobyła 3 miejsce otrzymuje brązowy medal.

## Podsumowanie medalowe
Poniższa tabela pokazuje zdobycze medalowe poszczególnych krajów. Uwzględnione są wszystkie zawody - zarówno edycje 1..8 (Mistrzostwa Europy Par Kobiet przed włączeniem do Otwartych Mistrzostw Europy), jak i edycje od numeru 9 (po włączeniu do OME).
Jeśli w parze, która zdobyła medal były zawodniczki z różnych krajów, to każdemu z krajów zostaje przyznany medal.
Po najechaniu kursorem nad liczbę medali wyświetli się wykaz zawodów (następna tabela), na których te medale zostały zdobyte.
| Otwarte Mistrzostwa Europy. Mistrzostwa Europy. Pary Kobiet. Podsumowanie medalowe (stan na: 29 czerwca 2013, edycje 1..14) | Otwarte Mistrzostwa Europy. Mistrzostwa Europy. Pary Kobiet. Podsumowanie medalowe (stan na: 29 czerwca 2013, edycje 1..14) | Otwarte Mistrzostwa Europy. Mistrzostwa Europy. Pary Kobiet. Podsumowanie medalowe (stan na: 29 czerwca 2013, edycje 1..14) | Otwarte Mistrzostwa Europy. Mistrzostwa Europy. Pary Kobiet. Podsumowanie medalowe (stan na: 29 czerwca 2013, edycje 1..14) | Otwarte Mistrzostwa Europy. Mistrzostwa Europy. Pary Kobiet. Podsumowanie medalowe (stan na: 29 czerwca 2013, edycje 1..14) | Otwarte Mistrzostwa Europy. Mistrzostwa Europy. Pary Kobiet. Podsumowanie medalowe (stan na: 29 czerwca 2013, edycje 1..14) |
| F | Kraj | Złotych | Srebrnych | Brązowych | |
| --- | --- | --- | --- | --- | --- |
| Anglia | Anglia | 1 | 1 | 2 | |
| Austria | Austria | 1 | | 1 | |
| Francja | Francja | 3 | 3 | 6 | |
| Hiszpania | Hiszpania | _00_01_00_Hiszpania | 1 | | |
| Holandia | Holandia | 4 | 3 | 1 | |
| Izrael | Izrael | 1 | | 4 | |
| Niemcy | Niemcy | 3 | 3 | | |
| Norwegia | Norwegia | 1 | | 1 | |
| Szwecja | Szwecja | 1 | | | |
| Stany Zjednoczone | USA | 1 | | 1 | |
| Włochy | Włochy | _00_03_00_Włochy | 3 | | |
| Razem | Razem | 16 | 14 | 16 | |

## Wyniki (medalowe) poszczególnych zawodów
Poniższa tabela zawiera medalowe pozycje Mistrzostw Europy Par Kobiet (edycje 1..8) jak i Otwartych Mistrzostw Europy Par Kobiecych (edycje od 9).
| Otwarte Mistrzostwa Europy. Pary. Kategoria Kobiet. (stan na: 29 czerwca 2013, edycje 1..14) | Otwarte Mistrzostwa Europy. Pary. Kategoria Kobiet. (stan na: 29 czerwca 2013, edycje 1..14) | Otwarte Mistrzostwa Europy. Pary. Kategoria Kobiet. (stan na: 29 czerwca 2013, edycje 1..14) |
| Lp                                                                                           | M                                                                                            | Zespół i skład                                                                               |
| -------------------------------------------------------------------------------------------- | -------------------------------------------------------------------------------------------- | -------------------------------------------------------------------------------------------- |
| 14:                                                                                          | 2013, 06-15..29, Ostenda, (Belgia), 46 par                                                   | 2013, 06-15..29, Ostenda, (Belgia), 46 par                                                   |
| 14:                                                                                          | 1                                                                                            | Catherine d'Ovidio - Janice Seamon-Molson                                                    |
| 14:                                                                                          | 2                                                                                            | : Marion Michielsen - Meike Wortel                                                           |
| 14:                                                                                          | 3                                                                                            | : Véronique Bessis - Carole Puillet                                                          |
| 13:                                                                                          | 2011, 06-17..07-02, Poznań, (Polska), 24 pary                                                | 2011, 06-17..07-02, Poznań, (Polska), 24 pary                                                |
| 13:                                                                                          | 1                                                                                            | : Carla Arnolds - Bep Vriend                                                                 |
| 13:                                                                                          | 2                                                                                            | : Rosaline Barendregt - Martine Verbeek                                                      |
| 13:                                                                                          | 3                                                                                            | : Bénédicte Cronier - Sylvie Willard                                                         |
| 12:                                                                                          | 2009, 06-12..27, San Remo, (Włochy), 92 pary                                                 | 2009, 06-12..27, San Remo, (Włochy), 92 pary                                                 |
| 12:                                                                                          | 1                                                                                            | : Martine Verbeek - Wietske van Zwol                                                         |
| 12:                                                                                          | 2                                                                                            | : Cristina Golin - Marilina Vanuzzi                                                          |
| 12:                                                                                          | 3                                                                                            | : Véronique Bessis - Elisabeth Hugon                                                         |
| 11:                                                                                          | 2007, 06-15..30, Antalya, (Turcja), 73 pary                                                  | 2007, 06-15..30, Antalya, (Turcja), 73 pary                                                  |
| 11:                                                                                          | 1                                                                                            | : Carla Arnolds - Bep Vriend                                                                 |
| 11:                                                                                          | 2                                                                                            | : Sandra Penfold - Nevena Senior                                                             |
| 11:                                                                                          | 3                                                                                            | : Gunn Helness - Thoresen Siv                                                                |
| 10:                                                                                          | 2003, 06-16..07-02, Arona, (Hiszpania), 73 pary                                              | 2003, 06-16..07-02, Arona, (Hiszpania), 73 pary                                              |
| 10:                                                                                          | 1                                                                                            | : Aase Langeland - Tone Torkelsen Svendsen                                                   |
| 10:                                                                                          | 2                                                                                            | : Montserrat Mestres - Maria Eugenia Hernandez                                               |
| 10:                                                                                          | 3                                                                                            | : Wietske van Zwol - Femke Hoogweg                                                           |
| 9:                                                                                           | 2003, 06-14..28, Mentona, (Francja), 81 par                                                  | 2003, 06-14..28, Mentona, (Francja), 81 par                                                  |
| 9:                                                                                           | 1                                                                                            | : Maria Erhart - Jovanka Smederevac                                                          |
| 9:                                                                                           | 2                                                                                            | : Bénédicte Cronier - Sylvie Willard                                                         |
| 9:                                                                                           | 3                                                                                            | : Catherine d'Ovidio - Danièle Allouche                                                      |
| 8:                                                                                           | 2001, 06-16..30, Tenerife, (Hiszpania), 96 par                                               | 2001, 06-16..30, Tenerife, (Hiszpania), 96 par                                               |
| 8:                                                                                           | 1                                                                                            | : Daniela von Arnim - Sabine Auken                                                           |
| 8:                                                                                           | 2                                                                                            | : Antonella Bacoccoli - Tiziana Rosi                                                         |
| 8:                                                                                           | 3                                                                                            | : Danijela Birman - Ruth Lieberman                                                           |
| 7:                                                                                           | 1999, 06-17..26, Malta, (Malta), 112 par                                                     | 1999, 06-17..26, Malta, (Malta), 112 par                                                     |
| 7:                                                                                           | 1                                                                                            | : Elisabeth Lacroix - Catherine Poulain                                                      |
| 7:                                                                                           | 2                                                                                            | : Nadine Cohen - Catherine Multon                                                            |
| 7:                                                                                           | 3                                                                                            | : Nevena Deleva - Teshome Sarah                                                              |
| 6:                                                                                           | 1997, 06-14..28, Montecatini(Włochy), 149 par                                                | 1997, 06-14..28, Montecatini(Włochy), 149 par                                                |
| 6:                                                                                           | 1                                                                                            | : Daniela von Arnim - Sabine Auken                                                           |
| 6:                                                                                           | 2                                                                                            | : Cristina Golin - Gabriella Olivieri                                                        |
| 6:                                                                                           | 3                                                                                            | : Nadine Cohen - Hélène Zuccarelli                                                           |
| 5:                                                                                           | 1995, 06-16..07-01, Vilamoura, (Portugalia), 56 par                                          | 1995, 06-16..07-01, Vilamoura, (Portugalia), 56 par                                          |
| 5:                                                                                           | 1                                                                                            | : Daniela von Arnim - Sabine Auken                                                           |
| 5:                                                                                           | 2                                                                                            | : Pony Beate Nehmert - Andrea Rauscheid Reim                                                 |
| 5:                                                                                           | 3                                                                                            | : Rut Lewit-Porat - Migry Albu                                                               |
| 4:                                                                                           | 1993, 06-12..15, Mentona, (Francja), 127 par                                                 | 1993, 06-12..15, Mentona, (Francja), 127 par                                                 |
| 4:                                                                                           | 1                                                                                            | : Carla Arnolds - Bep Vriend                                                                 |
| 4:                                                                                           | 2                                                                                            | : Karin Caesar - Marianne Mögel                                                              |
| 4:                                                                                           | 3                                                                                            | Ljosbra Baldursdottir - Hjördís Eyþórsdóttir                                                 |
| 3:                                                                                           | 1991, Killarney, (Irlandia), 102 par                                                         | 1991, Killarney, (Irlandia), 102 par                                                         |
| 3:                                                                                           | 1                                                                                            | : Danièle Avon - Ginette Chevalley                                                           |
| 3:                                                                                           | 2                                                                                            | : Pony Beate Nehmert - Waltraud Vogt                                                         |
| 3:                                                                                           | 3                                                                                            | : Renata Fraser - Helga Stiefsohn                                                            |
| 2:                                                                                           | 1989, Turku, (Finlandia), 80 par                                                             | 1989, Turku, (Finlandia), 80 par                                                             |
| 2:                                                                                           | 1                                                                                            | : Eva-Liss Göthe - Madeleine Swanström                                                       |
| 2:                                                                                           | 2                                                                                            | : Claude Blouquit - Rachel Menil                                                             |
| 2:                                                                                           | 3                                                                                            | Nevena Deleva - Matiłda Popliłow                                                             |
| 1                                                                                            | 1987, Brighton, (Anglia), 53 pary                                                            | 1987, Brighton, (Anglia), 53 pary                                                            |
| 1                                                                                            | 1                                                                                            | Nevena Deleva - Matiłda Popliłow                                                             |
| 1                                                                                            | 2                                                                                            | : Marijke van der Pas - Elly Schippers-Bosklopper                                            |
| 1                                                                                            | 3                                                                                            | : Elisabeth Hugon - Mari-France Renoux                                                       |